# ۶۰۸ (قمری)
۶۰۸ (قمری)، ششصد و هشتمین سال در گاهشماری هجری قمری است. اول محرم این سال برابر با ۱۴ ژوئن سال ۱۲۱۱ میلادی است.

## زادگان
- ۱۱ ربیع‌الثانی - ابن خلکان: دانشمند عراقی.

## درگذشتگان
نظامی گنجوی، شاعر ایرانی